# Stefan Traub
Stefan Traub ist Jazz-Vibraphonist, Filmkomponist und Impresario von Jazzreihen und dem Wormser Jazzfestival Worms: Jazz and Joy.

## Leben und Wirken
Traub war einer der ersten deutschen Vibrafonisten, der bei Gary Burton am amerikanischen Berklee College of Music sein Instrument studierte. Nach seiner Rückkehr aus den USA spielte er  die ersten Jahre hauptsächlich mit dem Stefan Traub Quartett. Gastsolisten im Quartett waren u. a. Bill Ramsey oder Wilson de Oliveira.
Traub tourte zwischen 1987 und 1989 international als Vibrafonist mit Pierre Moerlens Gong und lernte dort Benoît Moerlen kennen, mit dem er bis heute im Vibrafon-Marimbafon-Duo Akimbo arbeitet.
Von 1991 bis 2011 war Stefan Traub künstlerischer Leiter des Wormser Jazzfestivals Worms: Jazz and Joy und präsentierte in dieser Zeit Musiker wie z. B. Bob Dylan, Simply Red, Albert Mangelsdorff, Larry Coryell und John Abercrombie.
Traub wendete sich ab 1992 der Komposition von Filmmusik zu und hat (bis 2008) die Musik zu mehr als 40 Filmen komponiert und produziert. 2008 ist er mit seinem Programm SoundScapes & BlueShades auf Tournee.

## Filmmusik (Auswahl)
- 1992: Männer auf Rädern
- 1992:  Schulz & Schulz IV – Neue Welten, alte Lasten
- 1992: Business with Friends
- 1994: Unschuldsengel
- 1995: Stadtgespräch
- 1996: Max Wolkenstein (Fernsehserie)
- 1996: Schliemanns Erben
- 1997: Mali
- 1997: Jesusgeschichten (Gesù, un regno senza confini) (Titelmusik der dt. Fassung)
- 1998–2001:Die Verbrechen des Professor Capellari (Fernsehserie, neun Folgen)
- 1999: Zwei Brüder (Fernsehserie, eine Folge)
- 1999: Wut im Bauch
- 2001: Der Vamp im Schlafrock
- 2001: Marga Engel schlägt zurück
- 2002: Ich pfeif’ auf schöne Männer
- 2002: Vollweib sucht Halbtagsmann
- 2003: Herz in Flammen
- 2003: In der Höhle der Löwin
- 2005: Herzlichen Glückwunsch